# Vegyes gazdaság
A vegyes gazdaság olyan gazdaság, amelyben vegyes koordináció valósul meg. Itt az állami és magánszféra is részt vesz a termelésben. A piaci verseny dominál, azonban kormányzati közreműködéssel. A vállalatok javarészt tehát magánkézben vannak.
A kormányzati irányítás fellép olyan területeken, ahol a piacgazdaság nem volna hatékony (pl. közművek), illetve szabályozza a versenyt, pl. monopóliumellenes intézkedésekkel, illetve a verseny „tisztaságát” ellenőrző hivatalt működtet.
A vegyes gazdaság válasza a változásokra mindig utólagos, mondhatni lemarad a valós folyamatoktól.
A Samuelson által megfogalmazott 3 közgazdasági kérdésre a válasz:
- Mit termeljen?: Amire jelentkező igény van, vagyis főleg a keresleti oldal dönt. Az állam ebbe beleavatkozhat.
- Hogyan termeljen?: Az erőforrások ára és elérhetősége döntenek a veszteségcsökkentés és profitmotívum, vagyis a hatékonyság szellemében. Az állam ebbe beleavatkozhat.
- Kinek termeljen?: Attól függ, hogy mennyi és milyen jellegű tőkét képes az adott vállalat befektetni.

## Nyomásos piac
A vegyes, vagy piacgazdaságot általában „nyomásos” piac jellemzi.

A folyamatosan fellépő enyhe túlkínálat alakítja az árakat. A túltermelés általános, mivel nincs pontosan hozzáigazítva a kereslethez. Az általános túltermelés a tisztán piaci alapokon működő gazdaságokra jellemző, míg a vegyes gazdaságoknak megvan arra a lehetősége, hogy állami beruházásokon keresztül keresletet teremtsen és ezáltal a javak piacát egyensúlyba hozza. A tisztán piac alapú gazdaságok jellemzője az, hogy a monetáris politika elsődleges célja az árstabilitás, míg a vegyes gazdaságokra jellemző a foglalkoztatás magas szinten való tartása. 